# Гаджиев, Валех
Валех Гаджиев (азерб. Valeh Hacılar, 15 апреля 1951, Дарбази, Болнисский район — 23 января 2010, Тбилиси) — преподаватель Государственного университета Ильи, академик Грузинской академии наук, профессор.

## Биография
Родился в 1951 году в селе Дарбази Борчалинского района Грузинской ССР. Первое образование получил в школе «Имирхасан», среднее — в школе «Дарваз», высшее образование — на факультете русско-азербайджанской филологии Азербайджанского государственного института языков имени М.Ф.Ахундова.
В 1973 году был направлен на работу в Тбилисский государственный педагогический институт при участии Союзов писателей Азербайджанской и Грузинской ССР.
С 1985 года кандидат филологических наук, доцент, с 1993 года доктор филологических наук, профессор, с 2000 года действительный член, академик Грузинской академии наук.
В 1989 году был избран заведующим кафедрой азербайджанского языка и литературы ТДПИ. Входил в число выдающихся ученых в области литературных связей и фольклористики. В 1998 году за личные заслуги в развитии азербайджано-грузинских литературных и культурных связей и эффективную научно-педагогическую деятельность был награжден Орденом Чести. Автор семнадцати книг. Наряду с наукой его спутником является и поэзия. Некоторые из его стихов переведены на грузинский язык. Сделал многочисленные переводы грузинской, русской, украинской и абхазской поэзии на азербайджанский язык. Был членом Союза писателей Азербайджана, председателем Союза азербайджанской интеллигенции Грузии.
Умер в 2010 году. По собственному завещанию был похоронен в селе Дарбази, где и родился.

## Труды
- "Ahıskalı sənətkarlar". Журнал "Ozan dünyası", № 2(5). 2011.